# Giorgio Baglivi
Giorgio Baglivi, in croato Gjuro o Đuro Baglivi (Ragusa, 8 settembre 1668 – Roma, 15 giugno 1707), è stato un anatomista italiano.

## Vita
Nato a Ragusa in Dalmazia dal padre Biagio - detto Armeno, molto probabilmente a motivo dell'ascendenza geografica familiare - e da Anna de Lupis, assieme al fratello Jacopo rimase orfano in tenera età e venne quindi educato prima da uno zio e poi nelle scuole dei Gesuiti.
All'età di 15 anni lasciò Ragusa per raggiungere Lecce dove, assieme al fratello, nel 1684 venne adottato dal medico Piero Angelo Baglivi - assai noto in Puglia e in amicizia con la nobile famiglia dei Pignatelli - del quale assunse il cognome. Iniziò quindi a studiare i classici, mentre si avviava alla pratica medica sotto la guida del padre.
Baglivi si laureò - probabilmente a Salerno - nel 1688, e poi visitò gli ospedali di molte città in Italia e all'estero, fra le quali Padova, Venezia e Firenze. Alla fine decise di stabilirsi a Bologna, ove divenne allievo di Marcello Malpighi, già affermato scienziato di valore. Nel 1691, quest'ultimo venne chiamato a Roma quale archiatra di papa Innocenzo XII (membro proprio della famiglia Pignatelli), e l'anno successivo invitò Baglivi a seguirlo come segretario scientifico. Nel 1694 Malpighi mori, e Baglivi fu incaricato di eseguirne l'autopsia, compilandone in seguito una brillante relazione.
Baglivi divenne secondo medico del papa e - nel 1696 - professore di anatomia all'Università La Sapienza di Roma. Nel 1697 fu eletto membro della Royal Society, nel 1669 dell'Accademia Naturae Curiosorum e dell'Arcadia, nel 1700 dell'Accademia dei Fisiocratici.
Nel 1701 il nuovo papa Clemente XI riconfermò Baglivi nella sua funzione, nominandolo professore di medicina teorica: la sua fama oramai lo rende uno dei medici più famosi d'Europa.
Colpito da una malattia intestinale seguita da ascite, Baglivi morì a soli 39 anni, nel 1707.

## Ricerche e opere
L'attività di ricerca del Baglivi iniziò assai presto: risalgono al 1685 i suoi primi esperimenti di infusione di varie sostanze nelle vene giugulari dei cani. Dal 1689 al 1691 sezionò vari animali, studiando le funzioni della dura madre e indagando altresì gli effetti e la tossicità di varie droghe.
La frequentazione con gli ospedali lo fece riflettere sulla distanza che separa la pratica medica dalla ricerca biologica, facendogli concludere che i medici sono schiavi di sistemi e di ipotesi e poco badano alla realtà del malato.
Dall'assunzione del suo incarico alla Sapienza, Baglivi iniziò ad accarezzare l'idea di riunire le conoscenze mediche in un proprio sistema. Nel secolo XVII si contendevano il campo due sistemi: la teoria iatrofisica o iatromeccanica e la teoria iatrochimica: la prima interpretava l'attività del corpo su basi puramente meccaniche; la seconda su basi puramente chimiche. Nel 1708 proruppe pure l'animismo del tedesco Ernst Georg Stahl (1660-1734), che considerava l'anima come un principio che regola la salute del corpo ed interviene attivamente nel determinare le malattie.
Baglivi fu un ardente propugnatore della teoria iatrofisica, tanto da descrivere il corpo umano come composto da tante piccole macchine.
In questo campo, egli pubblicò:
- De fibra motrice, et morbosa, nec non de experimentis, ac morbis salivae, bilis et sanguinis (Perugia, 1700)
- Specimen quattuor librorum de fibra motrice et morbosa (Roma, 1701)
- Canones de medicina solidorum ad rectum usum (Roma, 1704)

Uno dei tessuti fibrosi più importanti del corpo è - secondo il Baglivi - la dura madre, alla quale egli attribuisce una struttura muscolare, considerandola come il cuore del cervello (cor cerebri, villis membranaceis compositum). Baglivi costruì così la sua ipotesi di cuore cerebrale, ritenendo che tutto il movimento del cuore dipendesse da un impulso che parte dal cervello, e forse dalla sistole e dalla diastole della dura madre. Questa ipotesi - sia pure errata - "ebbe a suo tempo un successo clamoroso" (Castiglioni).
Baglivi emerse - più che nelle teorie - per il suo intuito clinico, invitando il medico a dimenticare di fronte al malato qualsiasi teoria, concentrandosi unicamente sui segni della realtà.
In campo clinico l'opera essenziale di Baglivi è la De praxi medica (Roma, 1696), dedicata al papa e protettore Innocenzo XII: un'opera che lo portò rapidamente a notorietà. "Il libro rappresenta un programma per la medicina del futuro, un attacco contro i sistemi medico-filosofici, un richiamo ai principi ippocratici e all'osservazione clinica" (Grmek).
Fra i suoi aforismi, rimase celebre: "Qui bene diagnosticat, bene sanat".

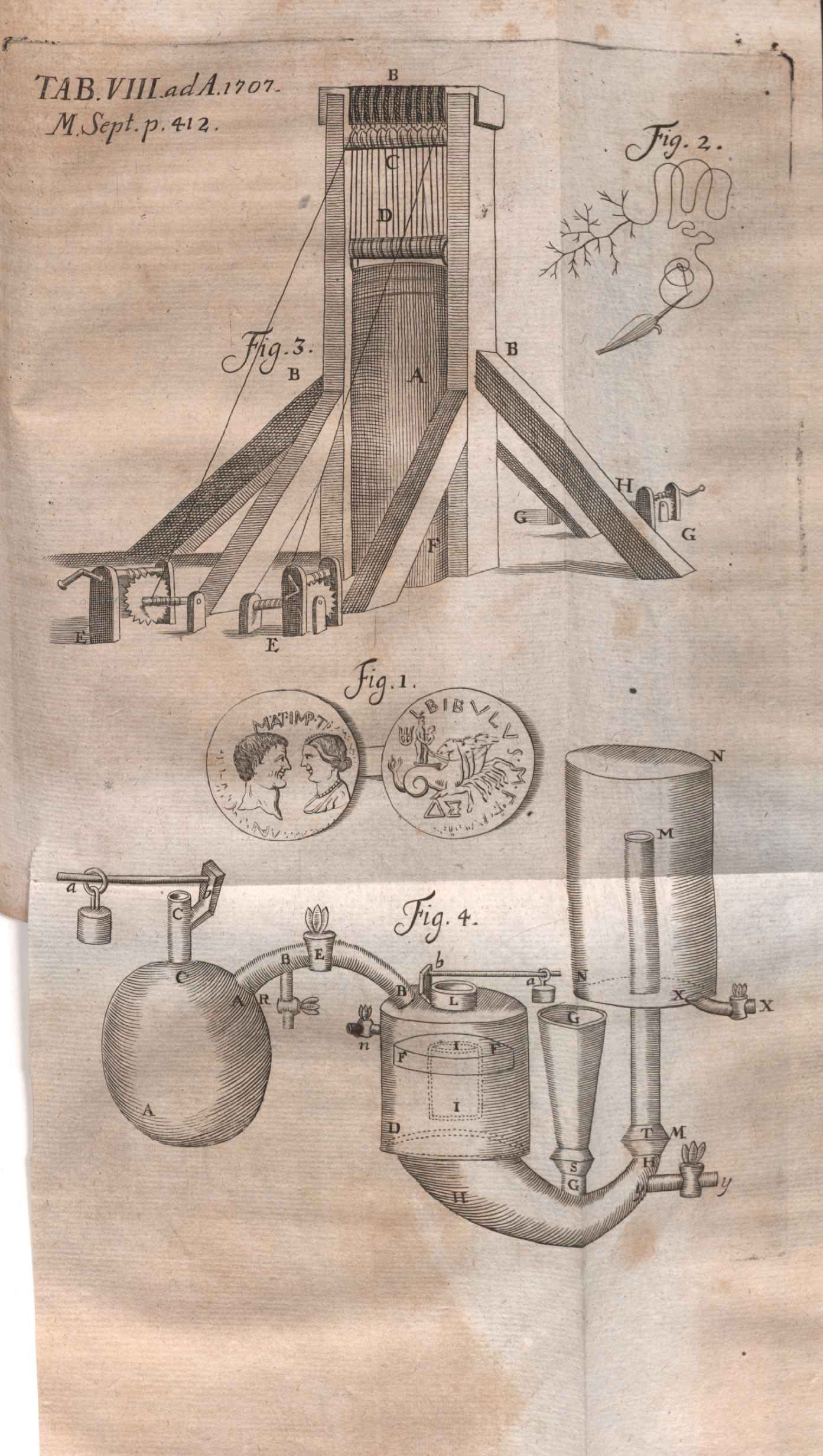
Fig. 1. Illustrazione alla recensione de Opuscula duo pubblicati sugli Acta Eruditorum del 1707

## Identificazione nazionale

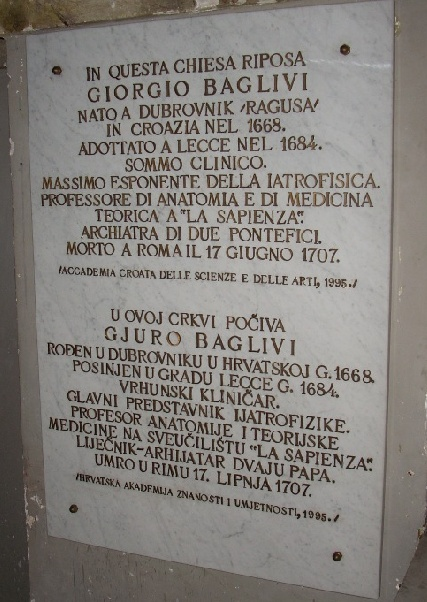
La lapide dell'Accademia Croata di Scienze ed Arti

Per il fatto che il Baglivi è nato a Ragusa - nell'attuale Croazia - egli attualmente in questo paese viene identificato come uno dei padri della medicina croata: a partire dalla seconda metà del XIX secolo il suo nome venne quindi scritto nella forma Gjuro Baglivi (poi anche Đuro Baglivi o addirittura Baljivi), e in questo modo è ricordato in Croazia. Nella chiesa di San Marcello al Corso, nella quale venne sepolto, nel 1995 l'Accademia Croata di Scienze ed Arti ha fatto quindi apporre una lapide bilingue nella quale si afferma che "Giorgio Baglivi" ("Gjuro" nella parte scritta in croato) è "Nato a Dubrovnik/Ragusa" (solo "Dubrovnik", in croato) "in Croazia nel 1668".